# Tom Clancy's Splinter Cell: Pandora Tomorrow
Tom Clancy's Splinter Cell: Pandora Tomorrow is een stealth game ontwikkeld en uitgegeven door Ubisoft. Pandora Tomorrow is het tweede deel in de Splinter Cell-serie van Tom Clancy. Het spel volgt de geheime activiteiten van Sam Fisher, een agent die werkt voor een geheime afdeling van de National Security Agency, genaamd Third Echelon. De stem van Sam wordt ingesproken door acteur Michael Ironside. Acteur Dennis Haysbert heeft de stem ingesproken van Irving Lambert, de baas van Fisher. Het spel is in verschillende talen vertaald om internationaal verspreid te worden.
De game verscheen op 23 maart 2004 voor de Xbox en PC, later (op 15 juli 2004) verscheen de game tevens voor de GameCube en de PlayStation 2. Er zijn ook draagbare versies voor de Game Boy Advance en voor de mobiele telefoon verschenen.

## Gameplay
De gameplay van Pandora Tomorrow is voor het grootste gedeelte onveranderd ten opzichte van het vorige deel. Rondsluipen en onzichtbaar blijven zijn nog steeds de belangrijkste elementen. Pandora Tomorrow kent enkele kleine grafische verbeteringen, samen met kleine veranderingen in de gameplay. Zo zijn verbanddozen niet langer mee te nemen en heeft het pistool een laser om beter te kunnen mikken. Ook kan Sam Fisher nu deuren openen terwijl hij lichamen vastheeft zodat die niet eerst op de grond gelegd hoeven te worden.

## Multiplayer
De meest opvallende verandering in Pandora Tomorrow is de toevoeging van een multiplayer element aan de serie om gebruik te maken van de populariteit en mogelijkheden van Xbox Live. De PlayStation 2 en de PC versie hebben ook een multiplayer gedeelte, maar de GameCube versie niet. Het spel plaatst zwaargewapende ARGUS huurlingen tegenover stealth SHADOWNET spionnen. De spionnen spelen in derde persoon (ze zien hun speler van achter) en spelen op dezelfde manier als in de single player modus, hoewel ze unieke bewegingen en spullen hebben. De huurlingen spelen in eerste persoon en spelen meer zoals traditionele first person shooters. Dit is voor het eerst dat deze 2 speltypes worden gecombineerd én dat het voor beide partijen eerlijk bleef. Hoewel de huurlingen meer vuurkracht hebben, de spionnen hebben namelijk geen dodelijke wapens, hebben de spionnen de mogelijkheid om in het donker te verstoppen en langs de huurlingen te sluipen. Er zijn namelijk wegen die alleen voor spionnen toegankelijk zijn zoals luchtschachten. Het maximale aantal spelers in elk multiplayer spel is 4.
Pandora Tomorrow kent 3 multiplayer types:
- Neutralization — Bij Neutralization (neutralisatie) moeten de spionnen proberen de virussen of ND133's uit te schakelen, de huurlingen moeten dit voorkomen.
- Extraction — Hier moeten spionnen de ND133K buizen vinden, verwijderen en naar een bepaald punt brengen. Natuurlijk moeten de huurlingen dit zien te voorkomen.
- Sabotage — Bij sabotage is het de bedoeling dat de spionnen een modem op de muur plaatsen dicht bij een ND133K. Er gaat een timer lopen en als de tijd op is, is de ND133K onschadelijk gemaakt.

## Het verhaal
De belangrijkste gebeurtenissen in Pandora Tomorrow spelen zich af in Indonesië, in het jaar 2006. De VS hebben militairen naar het net onafhankelijke Oost-Timor gestuurd om de militairen van dat land te trainen om te vechten tegen de Indonesische guerrilla legers. De belangrijkste groepering onder deze guerrilla's is Darah Dan Doa, geleid door Suhadi Sadono.
De charismatische leider Sadono, die ooit getraind is door de CIA om communistische invloeden in de regio te bevechten, is boos geworden op de steun van de VS aan Oost-Timor en hun inmenging in de zaken van het land. Sadono zet een zelfmoordaanslag en daaropvolgende aanval op de Amerikaanse ambassade in Dili, waarbij ze een aantal Amerikaanse militaire diplomatieke personeelsleden kidnappen. Hierbij zit ook Douglas Shetland, een oude vriend van Splinter Cell Sam Fisher.
Fisher wordt naar de ambassade gestuurd om Shetland te redden en informatie te vinden over de Darah Dan Doa. Fisher slaagt in zijn missie en de Amerikaanse ambassade wordt opnieuw ingenomen door de speciale eenheid Delta Force. Sadono ontsnapt en de VS lanceert een militaire aanval op Indonesische grond om hem te vinden, tot protest van de Indonesische regering.
Fisher komt er op een gegeven moment achter dat Sadono een plan heeft uitgedacht onder de naam "Pandora Tomorrow". Dit plan houdt in dat ze biologische bommen gewapend met het pokken virus op Amerikaanse bodem plaatsen. Elke 24 uur maakt Sadono een versleutelde belletje naar elk van de bomdragers om de vrijlating van het virus op te houden. Als hij wordt gedood of vastgezet, wordt het virus losgelaten en zullen miljoenen Amerikanen doodgaan. Omdat de VS het risico niet mag lopen Sadono te doden en aangezien hij aan het front vecht, trekken de VS hun troepen terug.
Fisher wordt gestuurd om bij Darah Dan Doa te infiltreren om erachter te komen waar de biologische bommen liggen. Fisher komt uiteindelijk achter de locatie van de bommen en SHADOWNET spionnen worden eropuit gestuurd om ze te neutraliseren. Hiermee komt een einde aan Sadono's dreiging tegen de VS.
Third Echelon, de divisie waarvan Sam Fisher deel uitmaakt, besluit Sadono in leven te grijpen in plaats van hem te vermoorden vanwege de problemen die de moord op President Nikoladze voortbrachten.
Hoewel Fisher Sadono weet te grijpen komt Third Echelon erachter dat de CIA agent Normal Soth het laatste pokkenvirus in handen heeft gekregen. Hij wil dit laten ontploffen op Los Angeles International Airport, niet vanwege Indonesië maar omdat hij jaren daarvoor bedrogen is door Amerika. Fisher infiltreert op het vliegveld, doodt Soth en voorkomt de ontploffing van de laatste bom.